# Irini Qirjako
Irini Qirjako  (* 5. Mai 1950 in Finiq (Albanien)) ist eine albanische Solosängerin und Schauspielerin. Sie ist eine der bekanntesten Folksängerinnen Südalbaniens. Sie besingt zahlreiche toskische Volkslieder sowie meist selbst komponierte Potpourri (alb. Potpuri). Sie tritt nicht nur solo, sondern oft auch in, für Südalbanien, traditionellen polyphonen Gruppen auf.

## Diskografie
Alben
- 1998: Këngët e atdheut tim
- 2000: Zura një mike suljote
- 2003: Dy shelegë në një portë
- 2005: Sorke Moj
- 2007: Më kërkon portë më portë
- 2012: Tundu Bejke

Singles
- 2000: Ç'u mbush mali plot me rrush
- 2003: Do marr çiften, do dal për gjah
- 2005: Oj Zogo
- 2005: Te rrapi në mashkullorë
- 2013: Sorke moj
- 2015: Mbeçe more shokë, mbeçe
- 2017: Nuse moj sorkhade
- 2018: S'ka si kjo nuse o
- 2018: Kolazh dasme (ft. Silva Gunbardhi)

## Auszeichnungen
- 2005 ernannte der damalige Staatspräsident Alfred Moisiu sie zu Mjeshtre e madhe (zu dt. „Große Meisterin“), eine in Albanien sehr begehrte Auszeichnung.
- Qirjako ist zudem Qytetare nderi (Ehrenbürgerin) von Saranda.

## Privates
Irini ist seit 1980 verheiratet mit Maksi Qirjako, einem Offizier in der Albanischen Armee. Riviola ist ihre gemeinsame Tochter, sie hat Medizin studiert.